# Ischnoderma solomonense
Ischnoderma solomonense är en svampart som beskrevs av Corner 1989. Ischnoderma solomonense ingår i släktet Ischnoderma och familjen Fomitopsidaceae.   Inga underarter finns listade i Catalogue of Life.